# Базилика Сан-Лоренцо (Флоренция)
Базилика Святого Лаврентия (итал. Basilica di San Lorenzo) — одна из самых больших и старых церквей Флоренции, Италия, расположенная в центральной части города. Первая церковь была основана в 393 году, затем, в XI веке, она была перестроена в романском стиле. В XV веке базилику вновь реконструировали по заказу Козимо Медичи Старого и по проекту известного архитектора Филиппо Брунеллески. Архитектор выстроил интерьер церкви и Старую сакристию (ризницу), но фасад церкви так и остался недостроенным и поныне он не имеет облицовки. Церковь имеет титул малой базилики и долгие годы служила домовой церковью семьи Медичи.

## История
Согласно преданию, церковь была основана в IV веке на холме недалеко от русла (позже изменённого) реки Муньоне. В 393 году базилика была освящена как городской собор в честь первомучеников святых Лоренцо, Амвросия и Зиновия. В то время этот район находился за городскими стенами, как и большинство участков земли, отводимых для раннехристианских базилик в римских городах.
Церковь была расширена и повторно освящена в 1059 году по инициативе епископа Герардо ди Боргонья, когда он стал папой под именем Николая II.
Святой Лаврентий почитался покровителем семьи Медичи. В 1429 году в сакристии Сан-Лоренцо, проводили торжественные похороны Джованни де Медичи, банкира и благотворителя города. В 1464 году скончался Козимо Медичи Старый, сын Джованни, первый единоличный правитель Флоренции. Он был похоронен в подземном склепе под центральным алтарем базилики Сан-Лоренцо. С тех пор церковь Сан-Лоренцо стала местом захоронения членов семьи Медичи, традиция, которая продолжалась, за некоторыми исключениями, до окончания власти этой выдающейся семьи.
В 1421 году к перестройке и расширению церкви по поручению банкира Джованни ди Биччи де Медичи, приступил выдающийся архитектор Филиппо Брунеллески. Остатки старой церкви Сан-Лоренцо оказались под фундаментом новой (частично раскрыты археологами). На этом втором этапе строительства в 1440-х годах руководство работами перешло к Микелоццо ди Бартоломео.
Фасад церкви остался незавершённым. Папа Лев X Медичи после конкурса, в котором принимали участие такие выдающиеся художники, как Рафаэль и Джулиано да Сангалло, поручил Микеланджело в 1518 году обобщить все предложения. Художник выполнил деревянный макет классицистического ордерного фасада, но работа не была завершена из-за технических и финансовых проблем. Несколько лет спустя проект Микеланджело для Сан-Лоренцо был использован Кола дель Аматриче при строительстве фасада базилики Сан-Бернардино-аль-Аквила.
Папа Климент VII, также из семьи Медичи, обогатил комплекс Сан-Лоренцо, поручив Микеланджело в 1524 году построить Медичейскую библиотеку Святого Лаврентия (Библиотеку Лауренциану). По эскизам архитектора с южной стороны клуатра в последующие два года было возведено здание.

## Архитектура интерьера

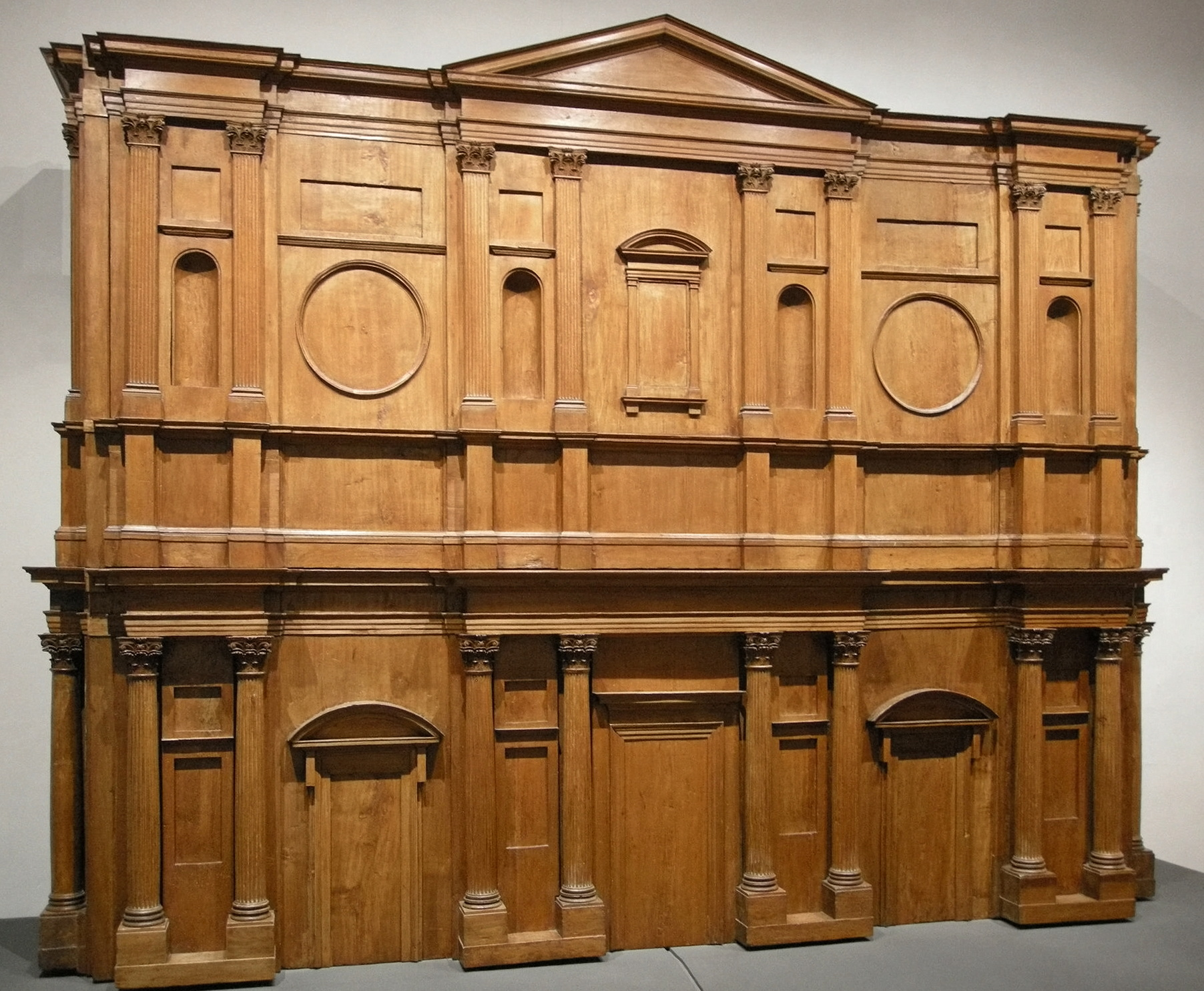
Микеланджело. Проект фасада базилики. 1518

Базилика имеет три нефа, центральный и два боковых, которые образованы квадратными в плане пролётами (травеями). Квадраты травей, как это всегда бывает у Брунеллески являются модулями пропорционирования всей церкви. Нефы разделены колоннами коринфского ордера, на которые через импосты опираются полуциркульные арки.
Внутреннее пространство храма образует план в виде латинского креста и просторное средокрестие, образуемое пересечением нефа и трансепта, перекрытое куполом. Боковые стены украшены пилястрами, обрамляющими полуциркульные своды капелл. Последние, однако, не пропорциональны модулю и считаются переделкой оригинального проекта Брунеллески, реализованного, вероятно, после его смерти в 1446 году.
Интерьер базилики Сан-Лоренцо — шедевр архитектуры, покоряющей своей лёгкостью и элегантностью. Кажется, будто мы видим памятник зрелого классицизма, забывая о том, что эта архитектура появилась в период кватроченто, в первой трети XV века, настолько архитектор опередил своё время. Колонны расставлены так широко и свободно, что все три нефа становятся как бы «прозрачными» — струящийся из окон свет объединяет их в единое пространство. Спустя время подобное пространство станут называть зальным. В качестве импостов между пятами арок и капителями колонн Брунеллески использовал отрезки антаблемента, посредством чего увеличил высоту, просторность и связность всех частей композиции. Этот приём он мог видеть на триумфальной арке Константина (315) или в мавзолее Санта Костанца в Риме. Аналогичный приём Брунеллески применил в церкви Санто Спирито (1444).
Несмотря на позднейшие изменения, базилика по-прежнему передает ощущение рациональной концепции пространства, подчёркнутой опорными архитектурными элементами выделенными на фоне белёной штукатурки тёмным известняком пьетра-серена (любимым приёмом архитектора). Внутри храм содержит многие произведения искусства: саркофаг Пьеро и Джованни Медичи работы Верроккьо, надгробия Медичи работы Микеланджело. Здесь покоятся наиболее известные члены семьи Медичи от Козимо Старого до Козимо III.

### Кафедры Донателло

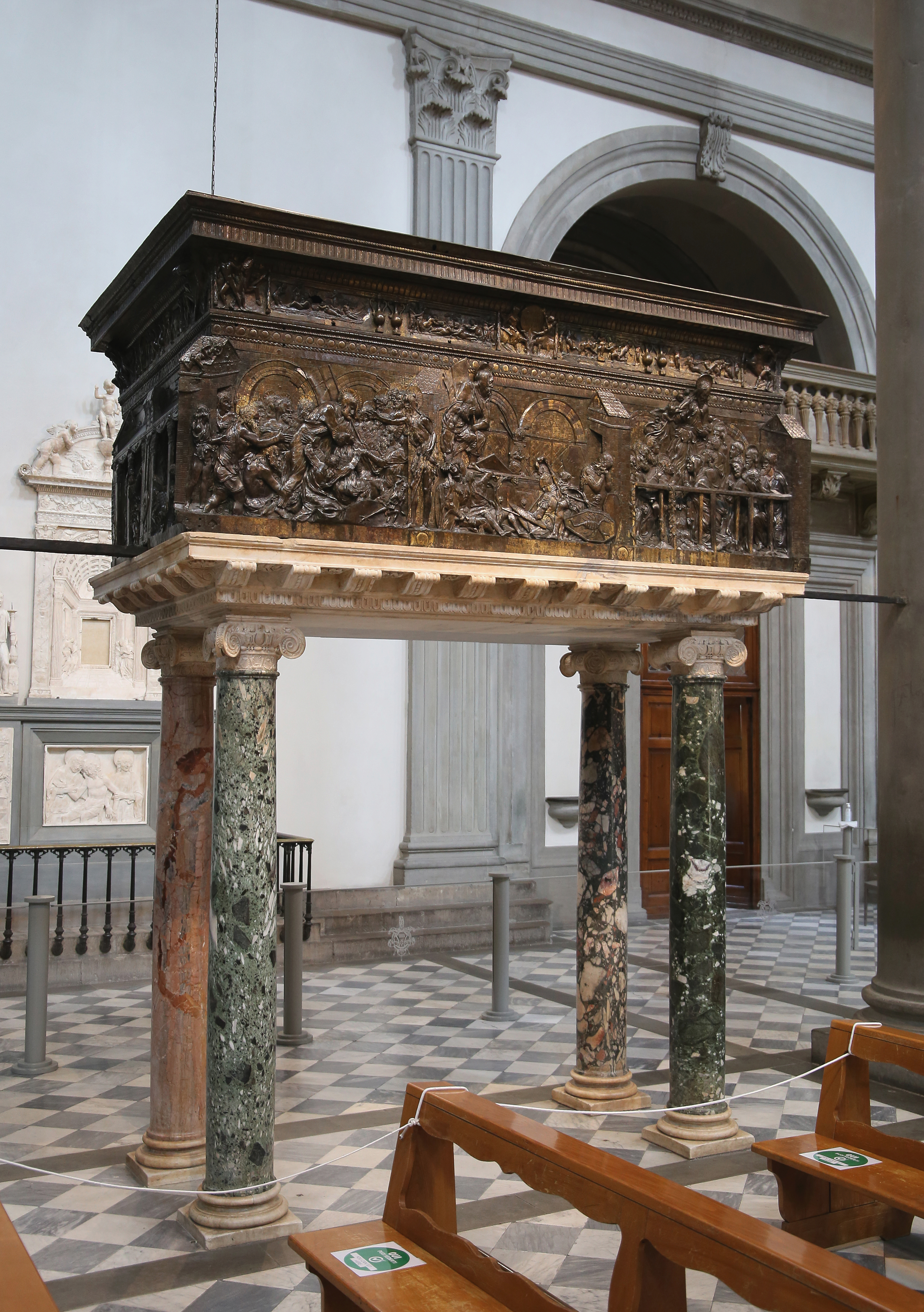
Донателло. Кафедра Базилики Сан-Лоренцо. 1460-е гг. Архивная фотография

Перед средокрестием, по обе стороны главного нефа на невысоких колоннах тёмного мрамора ионического ордера симметрично установлены две кафедры, или пульпита (лат. pulpitum — помост, подмостки), бронзовые рельефы которых — выдающиеся произведения искусства работы скульптора Донателло.
Работа была начата около 1460 и закончена после смерти Донателло его помощниками Бартоломео Беллано и Бертольдо ди Джованни около 1470 года. Кафедры предполагалось установить у главного алтаря. Их форма в виде античных саркофагов подтверждает тот факт, что их предполагали использовать для захоронения герцога Козимо Старого и его супруги Контессины де Барди. Впервые их установили в нефе на колоннах в 1515 году к визиту во Флоренцию папы Льва X. Рельефы бронзовых саркофагов посвящены истории Страстей Христовых и Его Воскресению после казни, поэтому их называют «Кафедрами Страстей» (Pulpiti della Passione). «В своём предсмертном произведении, как писал М. Я. Либман, Донателло отобразил круг тем, волновавших его в старости». Последние работы Донателло — «кризисные произведения». В рельефах «царит чувство усталости», но них явлено «замечательное мастерство, большой творческий опыт и, что главное, в них проявляются элементы нового…».

## Капеллы Медичи

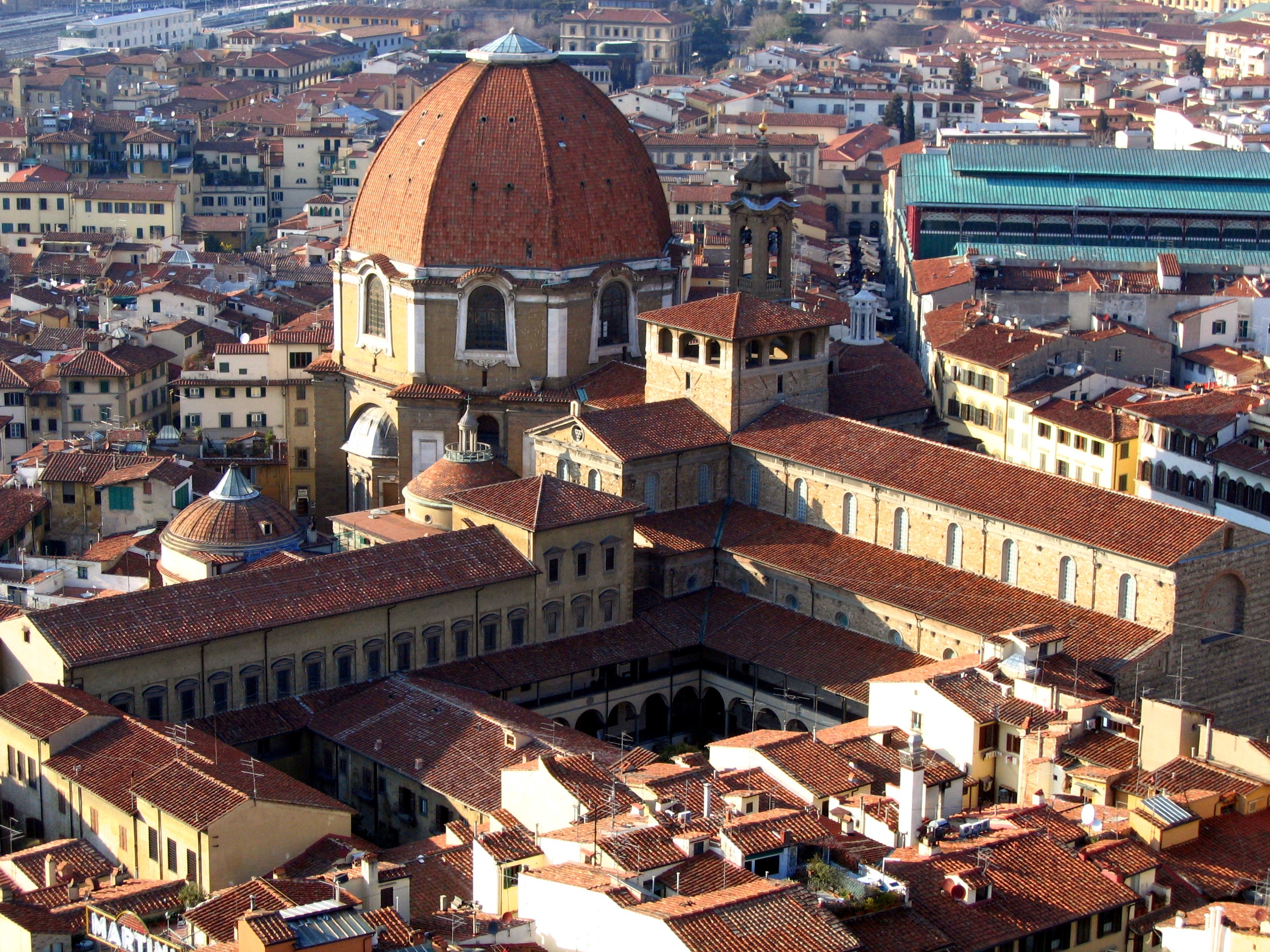
Общий вид комплекса базилики и библиотеки

Пришёл к церкве святаго архидиякона Лаврентия, которая зачата делать тому 94 года; и непрестанно от того времени, как начата, и по се время делают, а ещё не докончана, и чают, что ещё болши десяти лет тое церкви докончать невозможно. Та церковь немалая, осмероуголная, во все стены ровная, с лица зделана из сераго камени предивным мастерством; по многим местам кругом окон вставлен алебастр изрядною глаткою работою.
А изнутри та церковь вся зделана из розных мраморов такою преславною работою, какой работы на всём свете нигде лутче не обретается. И в те мраморы врезываны каменья цветные, индейские и персицкие, и раковины, и карольки, и ентари, и туниасы, и хрустали такою преудивителною работою, котораго мастерства подлинно описать невозможно. Около тех розных мраморов кладены дарожники медные, литые, золоченые запарным золотом. Те цветные мраморы так в лице поставлены, власно как изрядные зеркалы; и в тех камнях та церковь и бывающие в ней люди видимы, власно как в зеркалах.
В тое церковь изготовлен олтарь римской, зделан весь ис чистаго золота преудивителным мастерством, которому цена один миллион червонных золотых. В той же церкви у стен поделаны из розных же мраморов гробы, в которых лежать будут тела древних Флоренских великих князей. Между теми зделан гроб, где лежать по смерти телу нынешняго грандуки, то есть великаго князя флоренскаго. Те гробы поделаны такою преузорочною работою, что уму человеческому непостижно. И над теми гробами поставлены персоны вышеименованных древних Флоренских великих князей, также и нынешняго великаго князя флоренскаго персона над ево гробом стоит. А высечены те их все персоны из алебастру изрядным мастерством и с такими фигурами, которых подробну описать невозможно.

### Старая сакристия (Sagrestia vecchia)
В 1420 году Брунеллески начал работу над Старой сакристией (итал.  Sagrestia vecchia; закончена в 1428 году) в левом трансепте базилики (симметрично ей, в правом трансепте, находится Новая сакристия церкви). В этом интерьере флорентийский архитектор впервые создал ставшую образцовой для архитектуры классицизма ясную и гармоничную центрическую композицию.
Старая сакристия Сан-Лоренцо — просторное, около 11 м в ширину, почти квадратное помещение, перекрытое куполом. С восточной стороны стена открывается в сторону алтарной части, также квадратной в плане и перекрытой малым куполом. Ордерные элементы — антаблемент, пилястры, архивольты, наличники дверей — выделены тёмным камнем «пьетра-серена». Над антаблементом в люнетах помещены арочные окна. Рельефы выполнил Донателло. Интерьер отличается простотой, изяществом, цельностью пропорций и изысканным цветовым решением.

### Капелла принцев (Cappella dei Principi)
Строительство капеллы в 1604 году было заказано герцогом Фердинандо I архитектору Маттео Ниджетти в 1604 году, очевидно, по замыслу Джованни Медичи, брата великого герцога. В разработке проекта участвовал Бернардо Буонталенти. Свой проект (не реализован) предложил Фердинандо Руджери.
Капелла представляет собой октогон — восьмиугольный зал шириной 28 метров, увенчанный восьмигранным куполом, вторым по величине в городе после купола собора Санта-Мария-дель-Фьоре постройки Филиппо Брунеллески. Стены капеллы сплошь облицованы тёмно-пёстрым мрамором с включением полудрагоценных камней, которые, вместе со сложной ордерной раскреповкой стен и выложенным разноцветным мрамором полом, создают великолепный колористический эффект. Для создания столь сложной облицовки была создана специальная «Мастерская твёрдого камня» (Opificio delle Pietre Dure). В нижней, цокольной части стен воспроизведены гербы шестнадцати тосканских городов, верных семье Медичи. В отделке использованы также перламутр, лазурит и коралл.
В восьми нишах должны были разместиться статуи всех великих герцогов семьи Медичи, но были поставлены только две: статуи Фердинанда I и Фердинандо II Медичи, обе работы Пьетро Такка, выполненные между 1626 и 1642 годами.
Надгробие Козимо Медичи Старого находится рядом с алтарём церкви. В капелле захоронены почти все представители семьи Медичи, принадлежавшие к герцогской ветви. Однако установленные по периметру капеллы саркофаги являются кенотафами; настоящие останки великих князей и их родственников вплоть до Анны Марии Луизы Медичи (последней наследницы династии, умершей в 1743 году) хранятся в простых нишах, скрытых за стенами. В центре атриума, по замыслу создателей базилики, должен был быть установлен Гроб Господень, но все попытки вывезти его из Иерусалима потерпели неудачу.
Капелла не была достроена. Росписи капеллы выполнены Пьетро Бенвенути в 1826 году.

### Новая сакристия (Sagrestia Nuova)
В 1520 году Джулио Медичи (будущий папа римский Климент VII) заказал Микеланджело Буонарроти строительство новой усыпальницы (итал. Sagrestia Nuova). В капелле находятся знаменитые аллегорические скульптуры работы Микеланджело: «День», «Ночь», «Утро» и «Вечер». «День» и «Ночь» расположены на саркофаге Джулиано, герцога Немурского — младшего сына Лоренцо Медичи, а «Утро» и «Вечер» расположены на саркофаге Лоренцо, герцога Урбинского (внука Лоренцо Медичи, отца французской королевы Екатерины Медичи). В капелле похоронены также сам Лоренцо Великолепный и его погибший во время заговора Пацци брат Джулиано. У отдельной стены капеллы: статуи Мадонны с Младенцем и покровителей семьи Медичи — Святых Косма и Дамиана (работа Раффаэлло да Монтелупо).

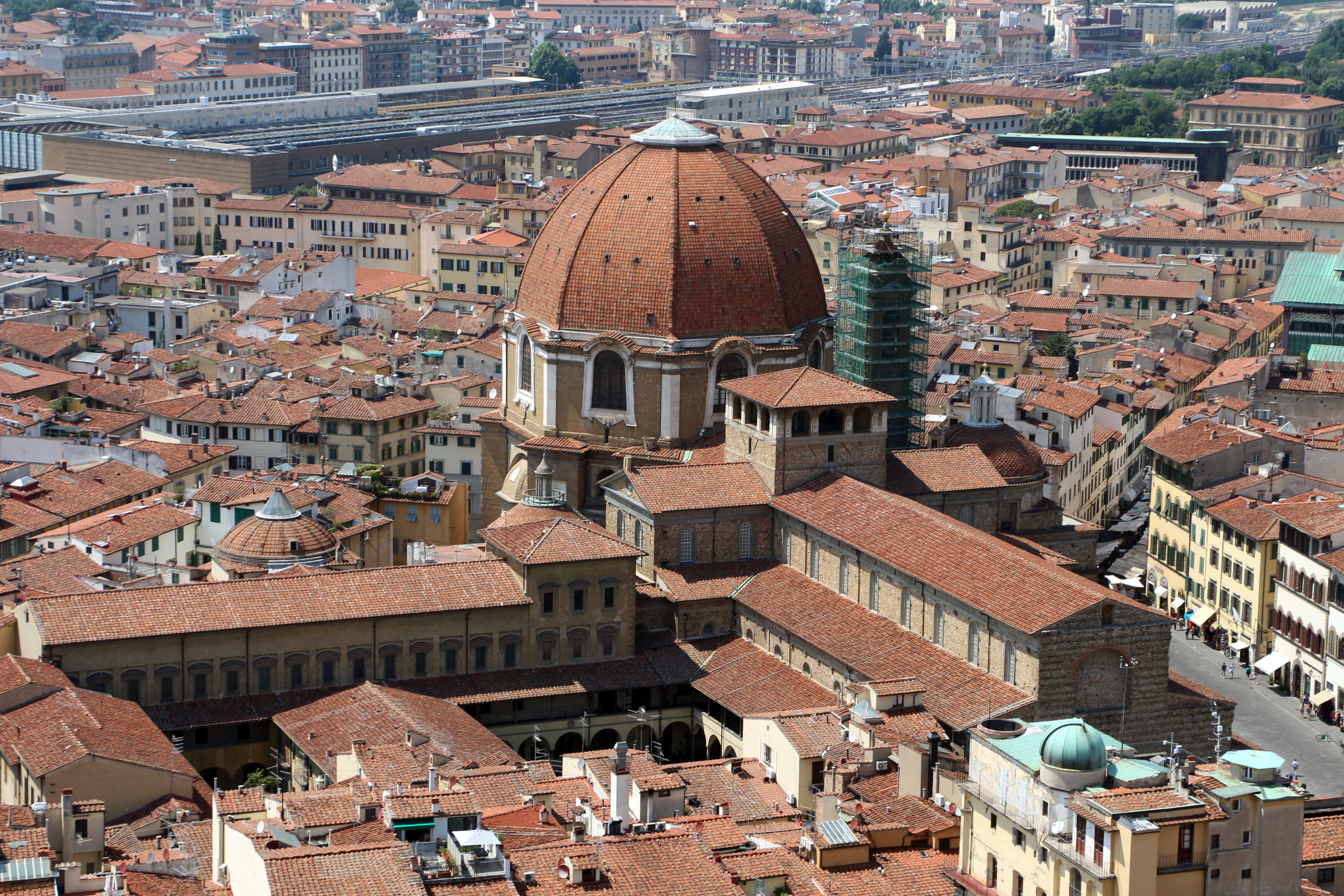
Базилика Сан-Лоренцо. Вид с купола флорентийского Собора
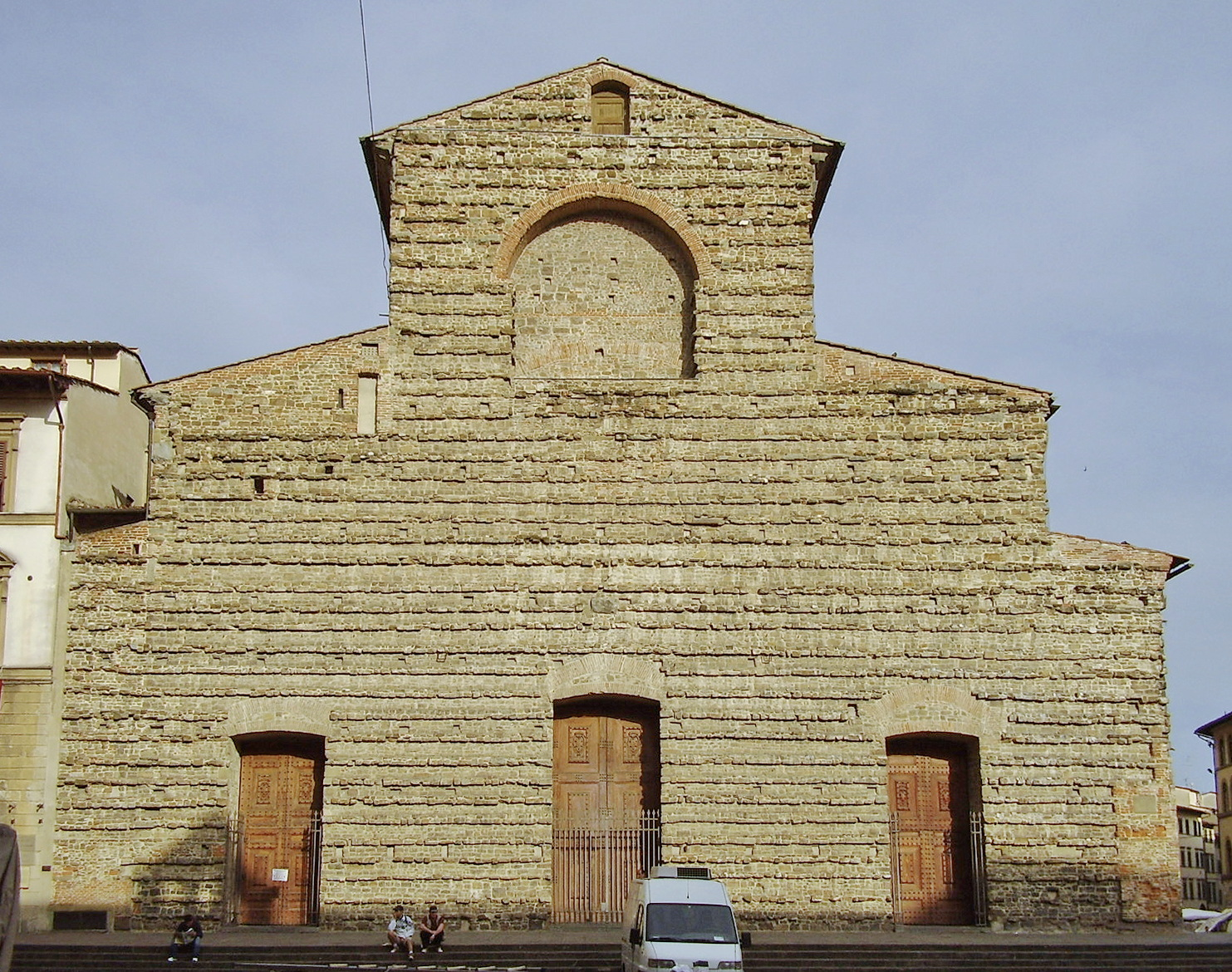
Фасад церкви Сан-Лоренцо
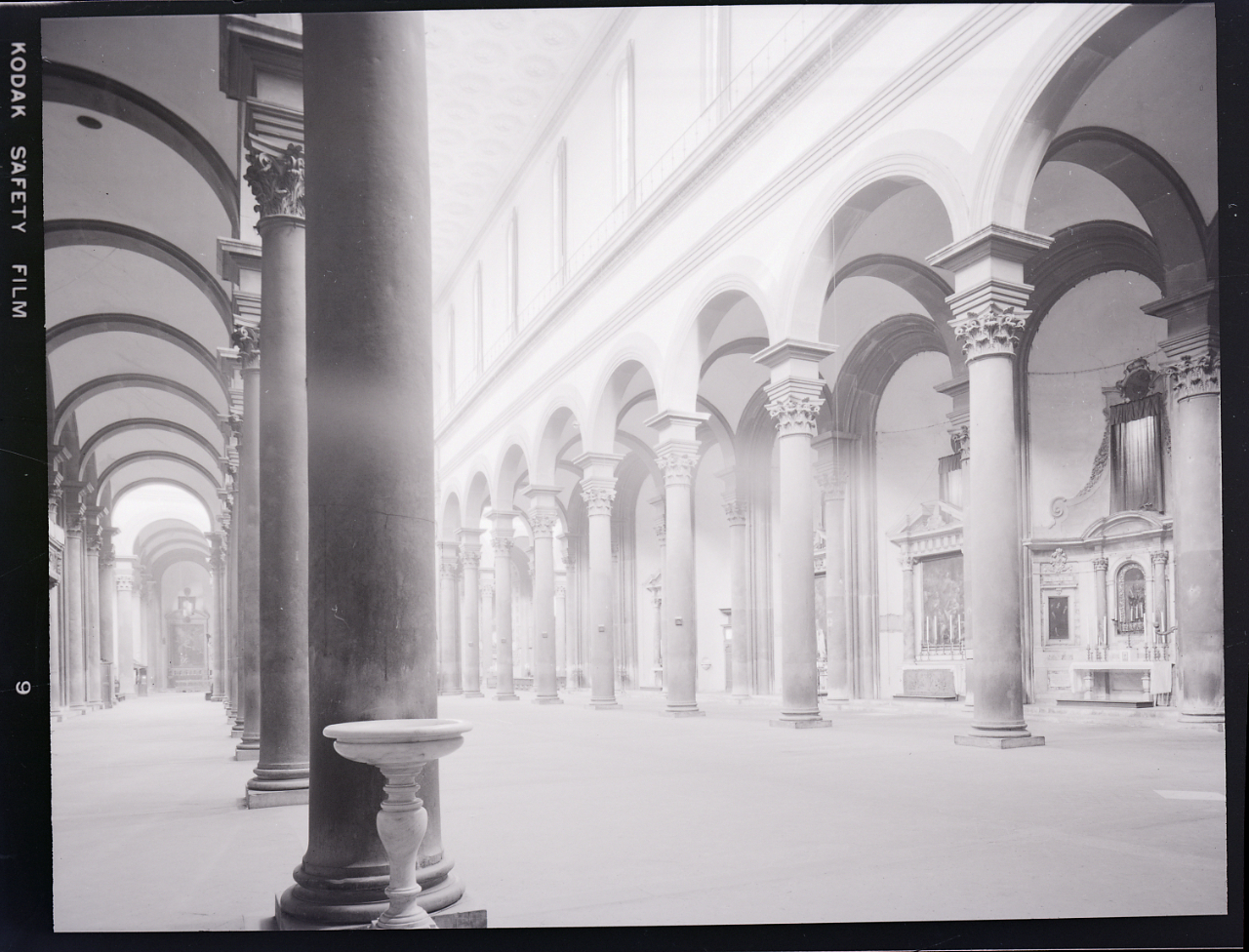
Базилика Сан-Лоренцо. Фотография Фонда Паоло Монти. 1975
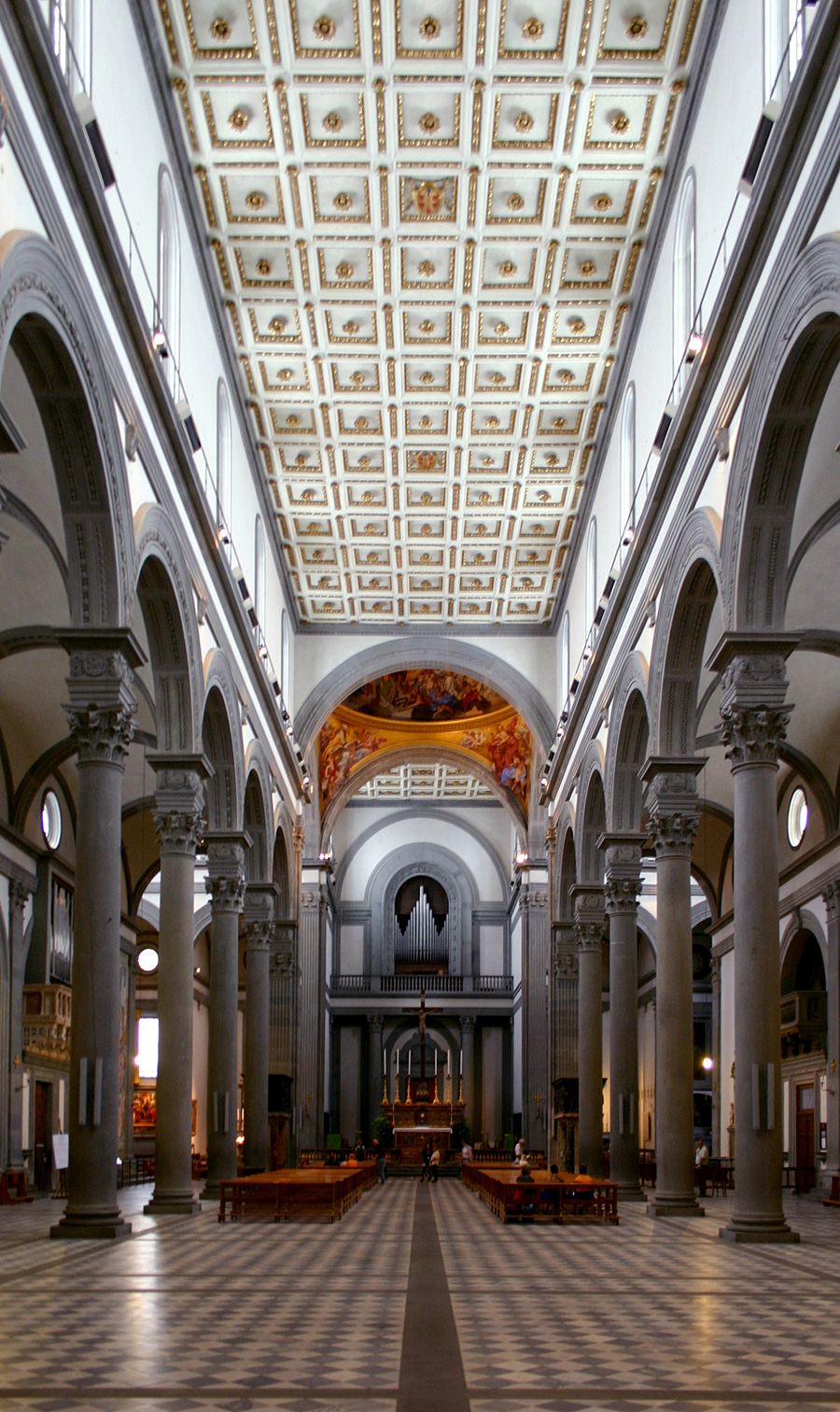
Интерьер церкви Сан-Лоренцо. Главный неф. 1423
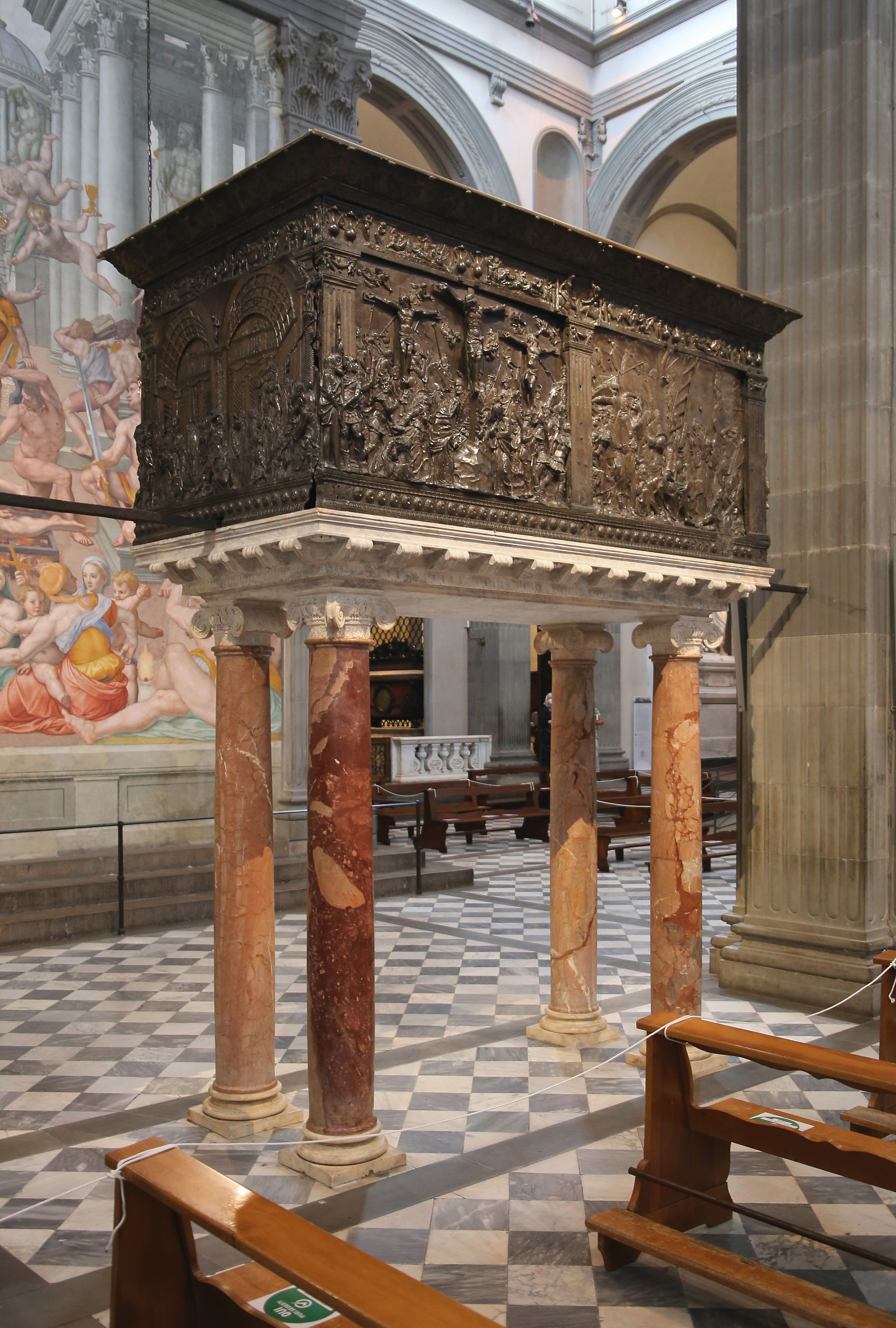
Донателло. «Кафедра Страстей»
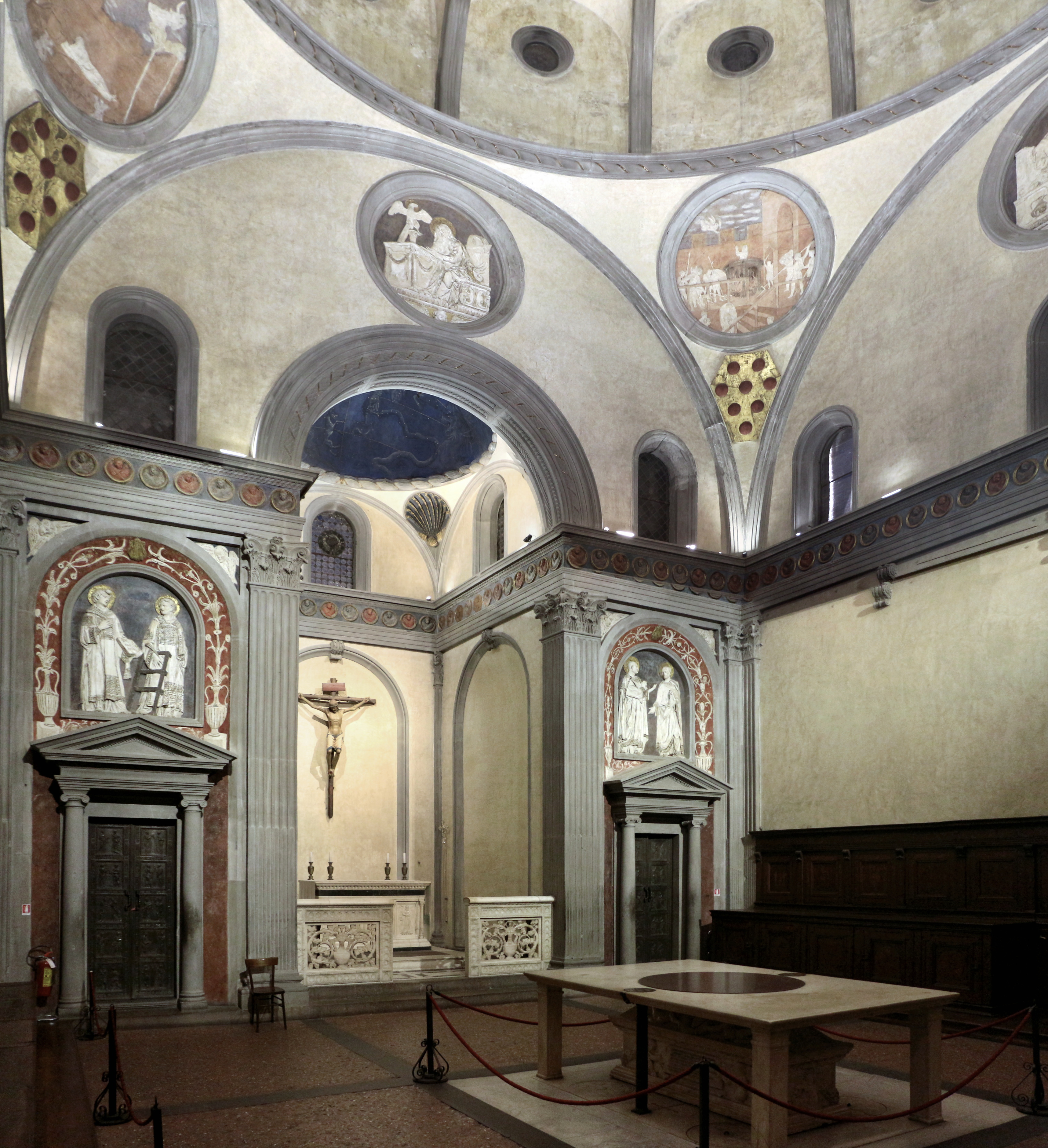
Старая сакристия. 1420—1428
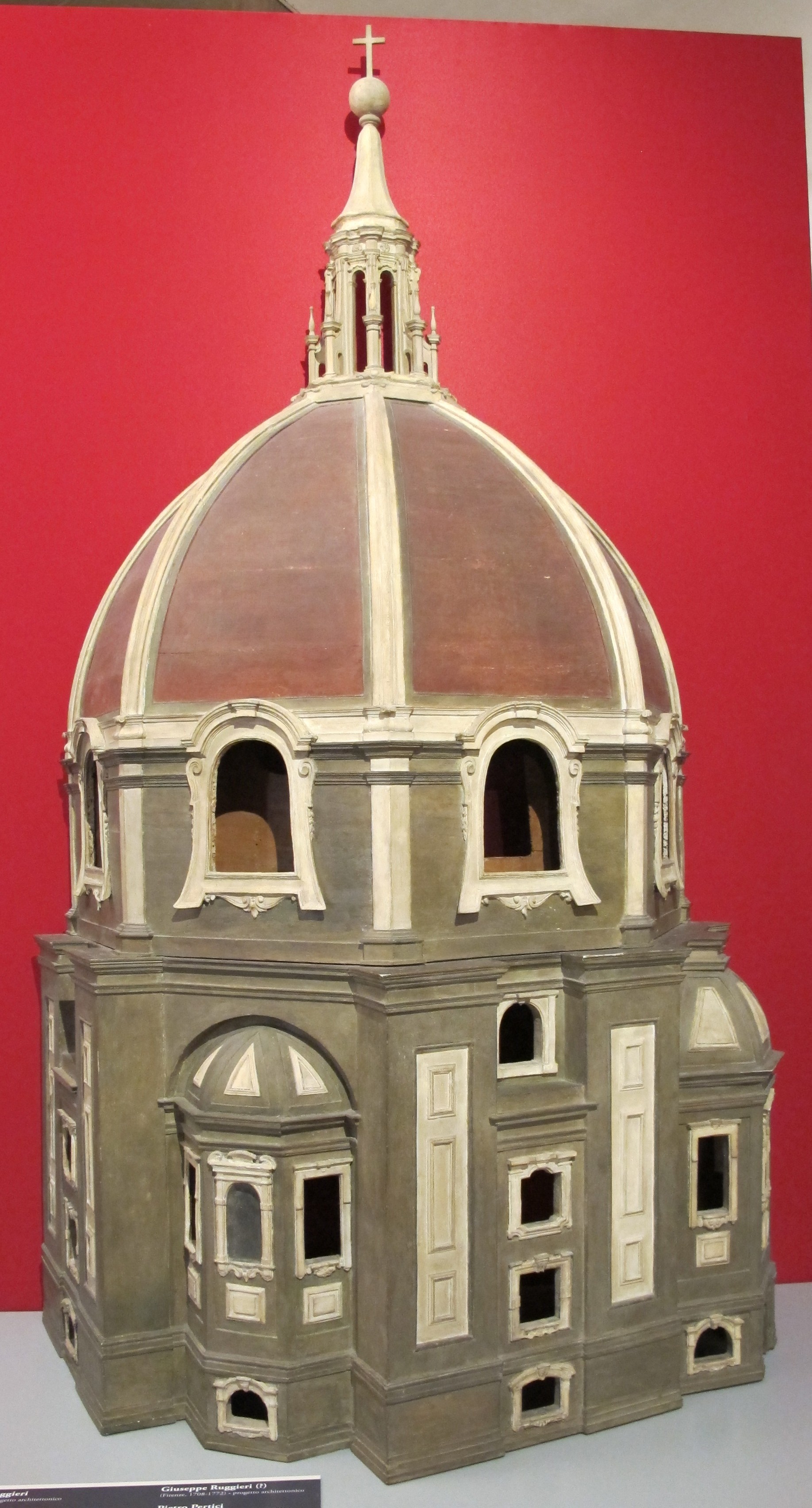
Фердинандо и Джузеппе Руджери. Модель Капеллы принцев. 1740-1742. Музей Капеллы Медичи, Флоренция
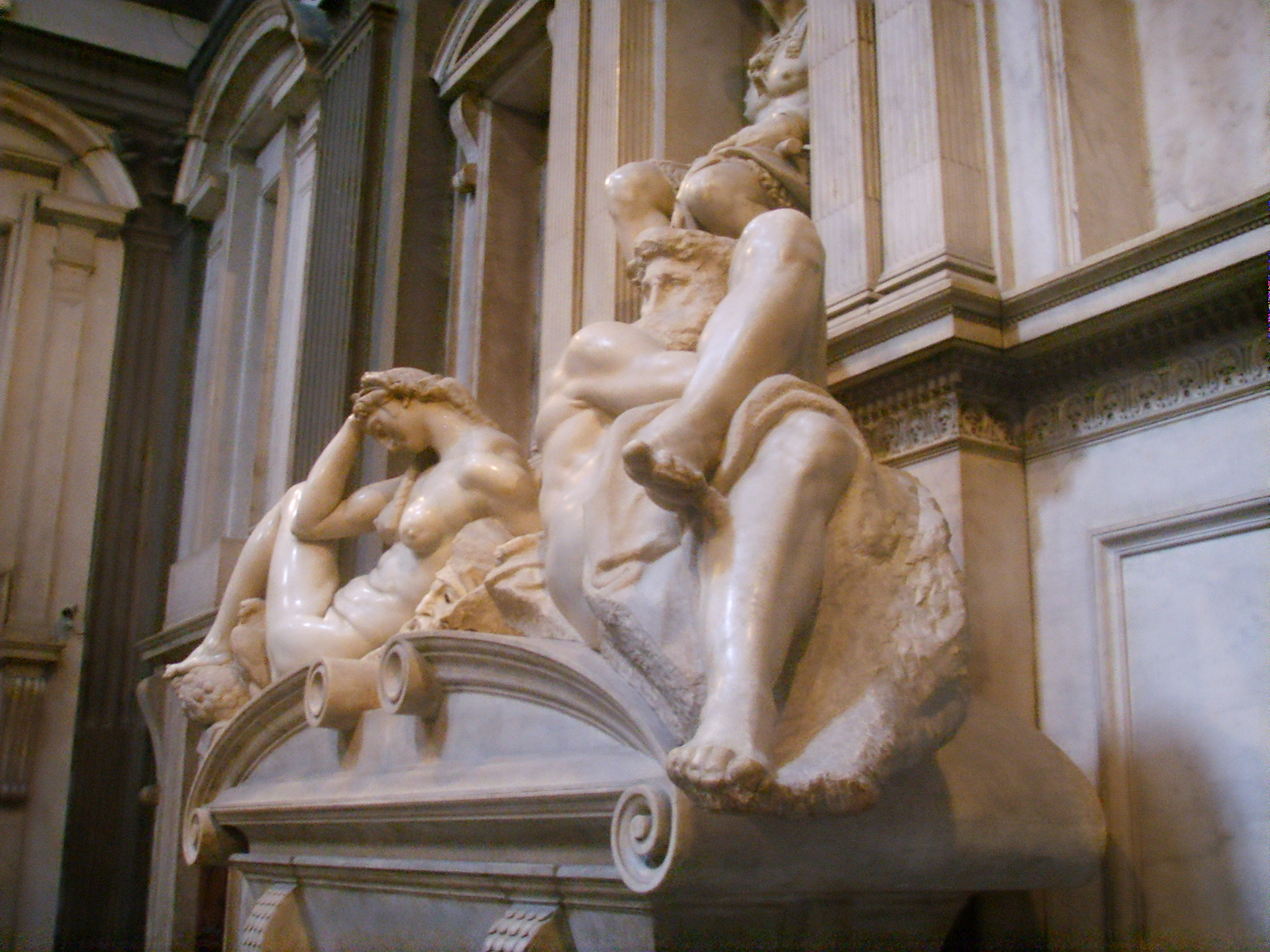
Новая сакристия. Саркофаг Лоренцо Медичи, герцога Урбинского

## В культуре
На территории церкви Сан-Лоренцо происходит одна из миссий игры Assassin's Creed II. По сюжету, в 1497 году главный герой проникает во двор церкви, чтобы найти и убить одного из приспешников монаха Джироламо Савонаролы, захватившего власть в городе. После короткого разговора со своей целью, протагонисту приходится взобраться на крышу церкви, чтобы там догнать и прикончить её.